# بریج‌واتر (حوزه سرشماری)، نیویورک
بریج‌واتر (به انگلیسی: Bridgewater) یک منطقهٔ مسکونی در ایالات متحده آمریکا است که در شهرستان اونیدا، نیویورک واقع شده‌است. بریج‌واتر ۱٫۶ کیلومتر مربع مساحت و ۴۷۰ نفر جمعیت دارد و ۳۶۹ متر بالاتر از سطح دریا واقع شده‌است.